# Llista d'asteroides/117301–117400
| Nom                     | Designació provisional | Data de descobriment | Lloc de descobriment | Descobridor/s       |
| ----------------------- | ---------------------- | -------------------- | -------------------- | ------------------- |
| 117301 -                | 2004 VX4               | 3 de novembre, 2004  | Anderson Mesa        | LONEOS              |
| 117302 -                | 2004 VP5               | 3 de novembre, 2004  | Anderson Mesa        | LONEOS              |
| 117303 -                | 2004 VB10              | 3 de novembre, 2004  | Anderson Mesa        | LONEOS              |
| 117304 -                | 2004 VR12              | 3 de novembre, 2004  | Catalina             | CSS                 |
| 117305 -                | 2004 VU15              | 1 de novembre, 2004  | Palomar              | NEAT                |
| 117306 -                | 2004 VF21              | 4 de novembre, 2004  | Catalina             | CSS                 |
| 117307 -                | 2004 VY21              | 4 de novembre, 2004  | Catalina             | CSS                 |
| 117308 -                | 2004 VQ22              | 4 de novembre, 2004  | Catalina             | CSS                 |
| 117309 -                | 2004 VT22              | 4 de novembre, 2004  | Catalina             | CSS                 |
| 117310 -                | 2004 VA23              | 5 de novembre, 2004  | Campo Imperatore     | CINEOS              |
| 117311 -                | 2004 VD23              | 5 de novembre, 2004  | Campo Imperatore     | CINEOS              |
| 117312 -                | 2004 VO24              | 3 de novembre, 2004  | Anderson Mesa        | LONEOS              |
| 117313 -                | 2004 VR26              | 4 de novembre, 2004  | Catalina             | CSS                 |
| 117314 -                | 2004 VD40              | 4 de novembre, 2004  | Kitt Peak            | Spacewatch          |
| 117315 -                | 2004 VO55              | 4 de novembre, 2004  | Anderson Mesa        | LONEOS              |
| 117316 -                | 2004 VM57              | 5 de novembre, 2004  | Palomar              | NEAT                |
| 117317 -                | 2004 VL59              | 9 de novembre, 2004  | Catalina             | CSS                 |
| 117318 -                | 2004 VO62              | 6 de novembre, 2004  | Socorro              | LINEAR              |
| 117319 -                | 2004 VR64              | 10 de novembre, 2004 | Kitt Peak            | Spacewatch          |
| 117320 -                | 2004 VS64              | 10 de novembre, 2004 | Kitt Peak            | Spacewatch          |
| 117321 -                | 2004 VU64              | 10 de novembre, 2004 | Kitt Peak            | Spacewatch          |
| 117322 -                | 2004 VJ72              | 4 de novembre, 2004  | Anderson Mesa        | LONEOS              |
| 117323 -                | 2004 VE78              | 12 de novembre, 2004 | Socorro              | LINEAR              |
| 117324 -                | 2004 WW4               | 18 de novembre, 2004 | Campo Imperatore     | CINEOS              |
| 117325 -                | 2004 WU8               | 18 de novembre, 2004 | Socorro              | LINEAR              |
| 117326 -                | 2004 WV8               | 18 de novembre, 2004 | Socorro              | LINEAR              |
| 117327 -                | 2004 WD9               | 19 de novembre, 2004 | Socorro              | LINEAR              |
| 117328 -                | 2004 WH9               | 21 de novembre, 2004 | Campo Imperatore     | CINEOS              |
| 117329 Spencer          | 2004 XJ6               | 9 de desembre, 2004  | Jarnac               | Jarnac              |
| 117330 -                | 2004 XF8               | 2 de desembre, 2004  | Kitt Peak            | Spacewatch          |
| 117331 -                | 2004 XF10              | 2 de desembre, 2004  | Catalina             | CSS                 |
| 117332 -                | 2004 XX10              | 3 de desembre, 2004  | Kitt Peak            | Spacewatch          |
| 117333 -                | 2004 XF11              | 3 de desembre, 2004  | Palomar              | NEAT                |
| 117334 -                | 2004 XK11              | 3 de desembre, 2004  | Kitt Peak            | Spacewatch          |
| 117335 -                | 2004 XT11              | 7 de desembre, 2004  | Socorro              | LINEAR              |
| 117336 -                | 2004 XP15              | 9 de desembre, 2004  | Socorro              | LINEAR              |
| 117337 -                | 2004 XD17              | 3 de desembre, 2004  | Kitt Peak            | Spacewatch          |
| 117338 -                | 2004 XF18              | 8 de desembre, 2004  | Socorro              | LINEAR              |
| 117339 -                | 2004 XO20              | 8 de desembre, 2004  | Socorro              | LINEAR              |
| 117340 -                | 2004 XM23              | 8 de desembre, 2004  | Socorro              | LINEAR              |
| 117341 -                | 2004 XU26              | 10 de desembre, 2004 | Socorro              | LINEAR              |
| 117342 -                | 2004 XJ38              | 7 de desembre, 2004  | Socorro              | LINEAR              |
| 117343 -                | 2004 XR38              | 7 de desembre, 2004  | Socorro              | LINEAR              |
| 117344 -                | 2004 XY40              | 11 de desembre, 2004 | Socorro              | LINEAR              |
| 117345 -                | 2004 XO41              | 11 de desembre, 2004 | Campo Imperatore     | CINEOS              |
| 117346 -                | 2004 XB48              | 9 de desembre, 2004  | Kitt Peak            | Spacewatch          |
| 117347 -                | 2004 XF48              | 10 de desembre, 2004 | Anderson Mesa        | LONEOS              |
| 117348 -                | 2004 XF49              | 11 de desembre, 2004 | Kitt Peak            | Spacewatch          |
| 117349 -                | 2004 XN61              | 11 de desembre, 2004 | Socorro              | LINEAR              |
| 117350 Saburo           | 2004 XL62              | 13 de desembre, 2004 | Yamagata             | Yamagata            |
| 117351 -                | 2004 XE63              | 9 de desembre, 2004  | Catalina             | CSS                 |
| 117352 -                | 2004 XQ69              | 10 de desembre, 2004 | Socorro              | LINEAR              |
| 117353 -                | 2004 XS73              | 11 de desembre, 2004 | Catalina             | CSS                 |
| 117354 -                | 2004 XQ75              | 9 de desembre, 2004  | Catalina             | CSS                 |
| 117355 -                | 2004 XT86              | 14 de desembre, 2004 | Socorro              | LINEAR              |
| 117356 -                | 2004 XB87              | 9 de desembre, 2004  | Socorro              | LINEAR              |
| 117357 -                | 2004 XG88              | 10 de desembre, 2004 | Socorro              | LINEAR              |
| 117358 -                | 2004 XJ95              | 11 de desembre, 2004 | Kitt Peak            | Spacewatch          |
| 117359 -                | 2004 XS102             | 13 de desembre, 2004 | Anderson Mesa        | LONEOS              |
| 117360 -                | 2004 XC103             | 14 de desembre, 2004 | Anderson Mesa        | LONEOS              |
| 117361 -                | 2004 XV103             | 9 de desembre, 2004  | Catalina             | CSS                 |
| 117362 -                | 2004 XW103             | 9 de desembre, 2004  | Catalina             | CSS                 |
| 117363 -                | 2004 XX104             | 10 de desembre, 2004 | Anderson Mesa        | LONEOS              |
| 117364 -                | 2004 XM105             | 11 de desembre, 2004 | Socorro              | LINEAR              |
| 117365 -                | 2004 XR106             | 11 de desembre, 2004 | Socorro              | LINEAR              |
| 117366 -                | 2004 XK107             | 11 de desembre, 2004 | Socorro              | LINEAR              |
| 117367 -                | 2004 XO107             | 11 de desembre, 2004 | Socorro              | LINEAR              |
| 117368 -                | 2004 XY119             | 12 de desembre, 2004 | Kitt Peak            | Spacewatch          |
| 117369 -                | 2004 XL121             | 14 de desembre, 2004 | Catalina             | CSS                 |
| 117370 -                | 2004 XC129             | 14 de desembre, 2004 | Anderson Mesa        | LONEOS              |
| 117371 -                | 2004 XK144             | 12 de desembre, 2004 | Anderson Mesa        | LONEOS              |
| 117372 -                | 2004 XH145             | 13 de desembre, 2004 | Socorro              | LINEAR              |
| 117373 -                | 2004 XL145             | 13 de desembre, 2004 | Anderson Mesa        | LONEOS              |
| 117374 -                | 2004 XQ147             | 13 de desembre, 2004 | Campo Imperatore     | CINEOS              |
| 117375 -                | 2004 XY148             | 14 de desembre, 2004 | Socorro              | LINEAR              |
| 117376 -                | 2004 XP157             | 14 de desembre, 2004 | Socorro              | LINEAR              |
| 117377 -                | 2004 XW158             | 14 de desembre, 2004 | Kitt Peak            | Spacewatch          |
| 117378 -                | 2004 XZ163             | 3 de desembre, 2004  | Anderson Mesa        | LONEOS              |
| 117379 -                | 2004 XW169             | 9 de desembre, 2004  | Catalina             | CSS                 |
| 117380 -                | 2004 XT174             | 11 de desembre, 2004 | Kitt Peak            | Spacewatch          |
| 117381 Lindaweiland     | 2004 YU                | 18 de desembre, 2004 | Junk Bond            | D. Healy            |
| 117382 -                | 2004 YE2               | 16 de desembre, 2004 | Anderson Mesa        | LONEOS              |
| 117383 -                | 2004 YD4               | 16 de desembre, 2004 | Kitt Peak            | Spacewatch          |
| 117384 Halharrison      | 2004 YD16              | 18 de desembre, 2004 | Mount Lemmon         | Mount Lemmon Survey |
| 117385 -                | 2004 YN20              | 18 de desembre, 2004 | Mount Lemmon         | Mount Lemmon Survey |
| 117386 Thomasschlapkohl | 2004 YV20              | 18 de desembre, 2004 | Mount Lemmon         | Mount Lemmon Survey |
| 117387 Javiercerna      | 2004 YP21              | 18 de desembre, 2004 | Mount Lemmon         | Mount Lemmon Survey |
| 117388 Jamiemoore       | 2004 YB23              | 18 de desembre, 2004 | Mount Lemmon         | Mount Lemmon Survey |
| 117389 -                | 2004 YD23              | 18 de desembre, 2004 | Mount Lemmon         | Mount Lemmon Survey |
| 117390 Stephanegendron  | 2004 YK26              | 19 de desembre, 2004 | Mount Lemmon         | Mount Lemmon Survey |
| 117391 -                | 2004 YD31              | 18 de desembre, 2004 | Socorro              | LINEAR              |
| 117392 -                | 2004 YV31              | 19 de desembre, 2004 | Kitt Peak            | Spacewatch          |
| 117393 -                | 2004 YO32              | 21 de desembre, 2004 | Catalina             | CSS                 |
| 117394 -                | 2004 YS33              | 16 de desembre, 2004 | Anderson Mesa        | LONEOS              |
| 117395 -                | 2004 YL35              | 21 de desembre, 2004 | Catalina             | CSS                 |
| 117396 -                | 2005 AJ1               | 1 de gener, 2005     | Catalina             | CSS                 |
| 117397 -                | 2005 AW1               | 1 de gener, 2005     | Catalina             | CSS                 |
| 117398 -                | 2005 AZ2               | 6 de gener, 2005     | Socorro              | LINEAR              |
| 117399 -                | 2005 AO7               | 6 de gener, 2005     | Catalina             | CSS                 |
| 117400 -                | 2005 AA8               | 6 de gener, 2005     | Catalina             | CSS                 |